# The Eugene
The Eugene alternativt 3 Manhattan West, är en skyskrapa som ligger inom byggnadskomplexet Manhattan West på Manhattan i New York, New York i USA.
Byggnaden uppfördes mellan 2015 och 2017 som en fastighet för bostäder. Den är 222,5 meter hög och har 64 våningar.